# Bulbostylis lineolata
Bulbostylis lineolata är en halvgräsart som beskrevs av Paul Goetghebeur. Bulbostylis lineolata ingår i släktet Bulbostylis och familjen halvgräs. Inga underarter finns listade i Catalogue of Life.